# Збірна Есватіні з футболу
Збірна Есватіні з футболу — представляє Есватіні на міжнародних футбольних матчах. Контролюється Національною футбольною асоціацією Есватіні.
Станом на 3 квітня 2025 посідає 155-e місце у рейтингу футбольних збірних світу.

## Чемпіонат світу
- 1930–1990 — не брав участі
- 1994–2014 — не пройшов кваліфікацію

## Кубок Африки
- 1957–1982 — не брав участі
- 1984 — відмовився від участі
- 1986 — не пройшов кваліфікацію
- 1988 — не брав участі
- 1990 — не пройшов кваліфікацію
- 1990 — відмовився від участі
- 1992 — не пройшов кваліфікацію
- 1994 — не брав участі
- 1996 — відмовився від участі
- 1998 — не брав участі
- 2000–2012 — не пройшов кваліфікацію
- 2013 — відмовився від участі
- 2015
- 2017
- 2019
- 2021— не пройшла кваліфікацію
- 2023 — не пройшла кваліфікацію

## Гравці збірної
- Фелікс Баденхорст
- Сіза Дламіні